# Laa an der Tulln
Laa an der Tulln, auch Laa an der Großen Tulln genannt, ist ein Ortsteil von Neulengbach. Es liegt weder an der Großen Tulln noch am Laabenbach, sondern ist etwa 2 Kilometer westlich davon entfernt. Gelegen ist es an einem Nordhang zum Seebach, dessen Name, wie auch der des benachbarten Ortsteiles Umsee, von einem ehemaligen See im aufgestauten Seebach stammt. Der Seebach entspringt am Eichberg bei Kirchstetten und mündet in den Laabenbach kurz vor der Einmündung des Anzbaches. Laa ist die mittlere von drei bäuerlichen Ansiedlungen (Eitzenberg, Laa und Schrabatz) an einem Nordhang zum Seebach zwischen Kleebühel und Schönfeld.
Geschichte: Laa war bis 1971 ein Teil der Gemeinde Tausendblum, die 1972 an Neulengbach angeschlossen wurde. Bis 1938 war der politische Bezirk Hietzing-Umgebung die übergeordnete Verwaltungsbehörde, Gerichtsbezirk war Neulengbach. Bei einer Volkszählung im Mai 1923 wurden in Laa sechs Häuser und 70 Einwohner verzeichnet. Laa ist eine typische bäuerliche Streusiedlung: von den ursprünglich drei Höfen (Laa 3, Laa 5, Laa 7) ist heute nur noch einer (Laskegasse 3 = Birkenhof) als Landwirtschaft (dzt. nur Ackerbau) in Betrieb. Dieser letzte Bauer (Familie Böhm) kaufte auch Laa 5 um 1970 dazu.
Gliederung: Laa gliedert sich in drei Teile: Die heute als Laskegasse (nach Oskar Laske) bezeichneten Hausnummern 1 bis 4, dann das ehemalige (Zwischenkriegszeit) Kinderheim Laa 5 (heute Laafeldgasse), sowie die bei Umsee gelegenen Häuser Nummer 7 bis 10 (heute Laaer Weg 2 bis 8). Die fehlende Hausnummer 6 trug ein Bahnwärterhaus (abgerissen) bei einem handbetätigten Bahnschranken an der Westbahn. Diese Zersplitterung der Siedlung ist auch durch den Bau der Westbahn bedingt, die die ursprüngliche Zufahrt auf einer Gemeindestraße von Norden erschwerte, so dass heute praktisch nur noch die Zufahrt von Süden (für Laa 1 bis 5) von der Verbindungsstraße Neulengbach – St. Pölten (L 129, früher B 44) möglich ist.
Kinderheim: Nach dem Ersten Weltkrieg wurde in Laa 5 mit hohen finanziellen Zuwendungen des Geigenvirtuosen Fritz Kreisler und seiner Schwester ein jüdisches Kinderheim in einem ehemaligen Bauernhof errichtet, das 1938 von den Nationalsozialisten in ein nationalsozialistisches Kinderheim umgewandelt wurde.
Etymologie des Ortsnamens: 1348 wird es als Lœch urkundlich erwähnt. Die mundartliche Lautung ist Lǫ (mit dumpfem o), von mittelhochdeutsch lôch „Gebüsch, Wald, Gehölz“, notiert wurde dieser dumpfe Laut als a.
Ursprung ist indogermanisch *lówk-o- ‚Lichtung‘ (vgl. lateinisch lūcus, althochdeutsch lōh).